# Felbamát
A felbamát dikarbamát-származék, szerkezetét tekintve eltér az ismert karbamátoktól. Hatásmechanizmusa nem ismert mind kémiai szerkezetét, mind farmakológiai tulajdonságait tekintve újszerű antiepilepticum.

## Hatása
A felbamát egyáltalán nem vagy csupán csekély mértékben gátolja a GABA és a benzodiazepinek receptorkötődését. Ezen kívül a felbamátnak nincs excitotoxikus hatása, továbbá in vitro viszonyok között nem antagonizálja az NMDA, a kainat vagy a quisqualat neurotoxikus hatásait. Ez arra utal, hogy a felbamát nem NMDA-antagonista hatású. Anticonvulsiv hatását számos roham-modellen kimutatták a preklinikai farmakológiai vizsgálatok során. Hatékony továbbá a picrotoxin és a bicucullin görcskeltő hatása ellen is. Megállapították, hogy a felbamát a görcsküszöb emelésével és a konvulziók tovaterjedésének gátlásával fejti ki antiepileptikus hatását. Hatékony volt továbbá Lennox-Gastaut syndromában is. A vizsgálatok során nem észleltek klinikai szempontból jelentős központi idegrendszeri, szív- és érrendszeri, vérképzőszervi, légzőszervi, illetve a vese- vagy májműködést érintő mellékhatásokat.

## Készítmények
- TALOXA
- TALOXA SZUSZPENZIÓ

## Fordítás
- Ez a szócikk részben vagy egészben  a   Felbamate című angol Wikipédia-szócikk fordításán alapul.  Az eredeti cikk szerkesztőit annak laptörténete sorolja fel. Ez a jelzés csupán a megfogalmazás eredetét és a szerzői jogokat jelzi, nem szolgál a cikkben szereplő információk forrásmegjelöléseként.